# Zelotes maccaricus
Zelotes maccaricus este o specie de păianjeni din genul Zelotes, familia Gnaphosidae, descrisă de Di Franco, 1998.
Este endemică în Italia. Conform Catalogue of Life specia Zelotes maccaricus nu are subspecii cunoscute.